# 붉은장미 삼총사
붉은장미 삼총사(일본어: 埼玉紅さそり隊 사이타마 그레나이 가또리타이[*])는 일본의 만화 짱구는 못말려에 등장하는 가상의 조직이다.

## 개요
노하라 신노스케가 놀이터에서 우연히 만난 여고생으로 이루어진 단체. 이 단체의 멤버들은 스케반처럼 하고 다니나 실상 노하라 신노스케에게는 코메디를 연구하는 누나들로 낙인찍힌 상태이다. 이들은 노하라 신노스케를 만나길 꺼려하는데 그 이유는 노하라 신노스케와 연루되면 나쁜 사건에 휘말릴 거라고 지례짐작하기 때문이다.
류코가 대장이며 나머지 2명은 류코의 말을 잘 듣는 편이지만 가끔 불만을 갖기도 한다. 멤버 전원이 오토바이 운전면허를 보유하고 있으며 가벼운 기질이 있어도 멤버 전원이 의리가 있다.
노하라 신노스케가 가끔 개그맨 삼총사라고 부를 때가 있다.

## 대원
- 류코 - 김용숙

멤버 중 가장 미모가 뛰어난 여고생. 멤버들에게 쓸데없는 규칙을 만들며 스케반인 척 하지만 실상은 보통 평범한 소녀이다.
- 오깅 - 이은혜

멤버 중 키가 가장 큰 여고생. 항상 X가 그려진 마스크를 쓰고 다닌다.
- 마리 - 최마리

멤버 중 뚱뚱한 여고생. 얼굴에 여드름이 많다.